# Toxorhina mesorhyncha
Toxorhina mesorhyncha är en tvåvingeart som beskrevs av Alexander 1936. Toxorhina mesorhyncha ingår i släktet Toxorhina och familjen småharkrankar. Inga underarter finns listade i Catalogue of Life.